# Francisco Yeste
Francisco "Fran" Javier Yeste Navarro, född 6 december 1979 i Bilbao, är en spansk fotbollsspelare som sedan januari 2012 spelar för Baniyas.

## Fotnoter
1. ↑  transfermarkt.com, transfermarkt.com spelar-ID: 7636, läst: 9 oktober 2017.[källa från Wikidata]
2. ↑  Base de Datos del Futbol Argentino, BDFA spelar-ID: 62670.[källa från Wikidata]
3. ↑  FBref, FBref.com spelar-ID: 8b3e6045.[källa från Wikidata]